# Семья Януш
«Семья Януш» (другое название: «Жатва») — советский художественный фильм 1941 года, снятый Сигизмундом Навроцким на киностудии «Советская Белорусь».
Посвящён включению в состав СССР Западной Белоруссии в 1939 году.

## Сюжет
Семья, живущая в белорусском колхозе в конце 1930-х годов, сталкивается с последствиями войны. Остап Януш женится, а его семья, включая мать, трех братьев и сестру, сталкивается с вызовами и изменениями, связанными с участием мужчин из колхоза в войне.

## В ролях
- Лидия Генель-Аблова — Юста Януш, пожилая колхозница
- Степан Крылов — Остап, сын Юсты
- Виктор Кулаков — брат Остапа
- Пётр Масоха — брат Остапа
- Аркадий Аркадьев — брат Остапа
- Ольга Кусенко — Маня, невеста Остапа
- Варвара Журавлёва — Феша
- Евгения Голынчик — Наташа
- Василий Зайчиков — Волошка, председатель колхоза
- Алексей Консовский — Жорка

## Съёмочная группа
- Режиссёр: Сигизмунд Навроцкий
- Авторы сценария: Константин Василенко, Евгений Помещиков
- Оператор: Борис Рябов
- Художники: Вячеслав Иванов, В. Первунин
- Композитор: Алексей Туренков
- Авторы текстов песен: Петрусь Бровка, Кондрат Крапива
- Звукооператор: П. Янин

## О фильме
Дебют театральной актрисы Ольги Кусенко в кино.
Фильм был показан 13 мая 1941 года в Доме кино в Минске.
После войны не был выпущен в прокат из-за утраты актуальности и невысокого художественного уровня.
Ограниченно демонстрировался после 1987 года.